# CLASSY CAFE
MITSUBISHI JISHO Classy Café（みつびしじしょ・クラッシー・カフェ）は、2002年10月6日から2012年3月25日までJ-WAVEで放送されていたラジオ番組。提供は三菱地所。

## 概要
クラシック音楽やアンプラグドを専門としており、街・音楽・人の関係を番組のテーマとしていた。番組内容は大きく分けて3つのパートに分かれており、前半はCLASSY COLLECTION、中盤は特集コーナー（Today's Special）、後半はCLASSY LIVEの各コーナーが設けられていた。
前身は2002年9月まで放送されていたMARUNOUCHI STYLISH CAFEで、ナビゲーターは加藤和彦が担当していた。2002年10月にMARUNOUCHI CLASSY CAFEとして、新たにクラシック音楽を中心に取りあげる番組として放送開始した。当時のナビゲーターは金子奈緒が担当。2006年1月からはスポンサー冠が改称されナビゲーターも村治佳織に交代。2009年4月からは村治が毎月最終週のみに出演となり、新たに宮本笑里がナビゲーターとなった。

## 放送時間
- 日曜 19:00-19:54

## ナビゲーター
- 金子奈緒（2002年10月 - 2005年12月）
- 村治佳織（2006年1月 - 2012年3月、2009年4月以降はマンスリーナビゲーター）
- 宮本笑里（2009年4月 - 2012年3月）

## 番組関連CD
2003年9月から12月にかけて、J-WAVEと三菱地所の企画による番組のコンピレーションCDが3社から発売されている。
- MARUNOUCHI Classy Cafe （2003年、TOCP-67259） - 東芝EMI盤
- MARUNOUCHI Classy Cafe （2003年、UCCS-1040） - ユニバーサルミュージック盤
- MARUNOUCHI Classy Cafe （2003年、IOCD-20069）- エイベックス盤